# Acid uronic

Forma β-D a acidului glucuronic (după oxidare).

Structura glucozei (înaintea oxidării)

Un acid uronic este un tip de acid derivat de la o zaharidă, care conține atât o grupă funcțională carbonil, cât și una carboxil. Altfel spus, acizii uronici sunt obținuți în urma oxidării grupei hidroxil terminale la acid carboxilic. Denumirea se face adăugând acid ...-uronic la denumirea zaharidei (fără sufixul -oză). Un exemplu este acidul glucuronic. Acizii uronici derivați de la hexoze poartă numele de acizi hexuronici.
Trebuie făcută diferențierea față de celelalte procese de oxidare; dacă se oxidează o grupă aldehidică, atunci se obține un acid aldonic, iar dacă se oxidează și grupa hidroxil terminală, dar și grupa aldehidică, atunci se obține un acid aldaric.